# Euproctis madana
Euproctis madana är en fjärilsart som beskrevs av Moore 1859. Euproctis madana ingår i släktet Euproctis och familjen tofsspinnare. Inga underarter finns listade i Catalogue of Life.